# انتخابات الرئاسة المالديفية 1968
انتخابات الرئاسة المالديفية 1968 هي الانتخابات الرئاسية التي جرت في 196، في المالديف، فاز بالانتخابات إبراهيم ناصر.